# Lucien Wolf

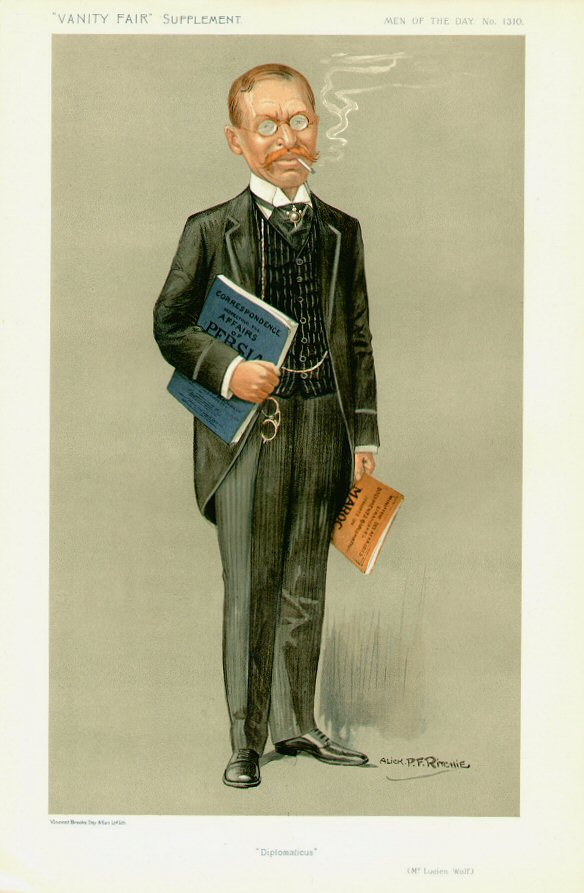
Lucien Wolf i Vanity Fair 1911.

Lucien Wolf, född den 20 januari 1857 i London, död 1930, var en engelsk tidningsman av judisk börd.
Wolf var 1874–93 ledarförfattare i tidningen "Jewish world" och dess utgivare 1906–08 samt utrikesredaktör i "Daily graphic" 1890–1909. Wolf representerade vid Pariskonferensen 1919 flera judiska organisationer och verkade med framgång för traktatbestämmelser till skydd för judarna i Polen, Rumänien, Tjeckoslovakien, Jugoslavien med flera länder. Han var vicepresident i "Jewish historical society of England". Wolf väckte stort uppseende mot slutet av 1907 genom en artikelserie i "The Times", vari han påyrkade ett internationellt ordnande av östersjöproblemet med hänsyn tagen "inte till de små staternas farhågor, utan till de storas intressen". Han skrev bland annat Sir Moses Montefiore (1884), The russian government and the massacres (1906), Notes on the diplomatic history of the jewish question (1919) och Life of the first marquess of Ripon (2 band, 1921) samt The myth of the jewish menace in world affairs  (samma år), en utredning av mystifikationen med de så kallade "Sions vises protokoll".